# Liên đoàn bóng đá Trung và Nam Á
Liên đoàn bóng đá Trung và Nam Á bao gồm 8 quốc gia Nam Á và 4 quốc gia Trung Á, đó là: Afghanistan, Bangladesh, Bhutan, Ấn Độ, Maldives, Nepal, Pakistan, Sri Lanka, Kyrgyzstan, Tajikistan, Turkmenistan và Uzbekistan.

## Thành viên
| - Afghanistan - Bangladesh - Bhutan - Ấn Độ - Maldives - Nepal - Pakistan - Sri Lanka | - Kyrgyzstan - Tajikistan - Turkmenistan - Uzbekistan |  |